# Sauce ranch

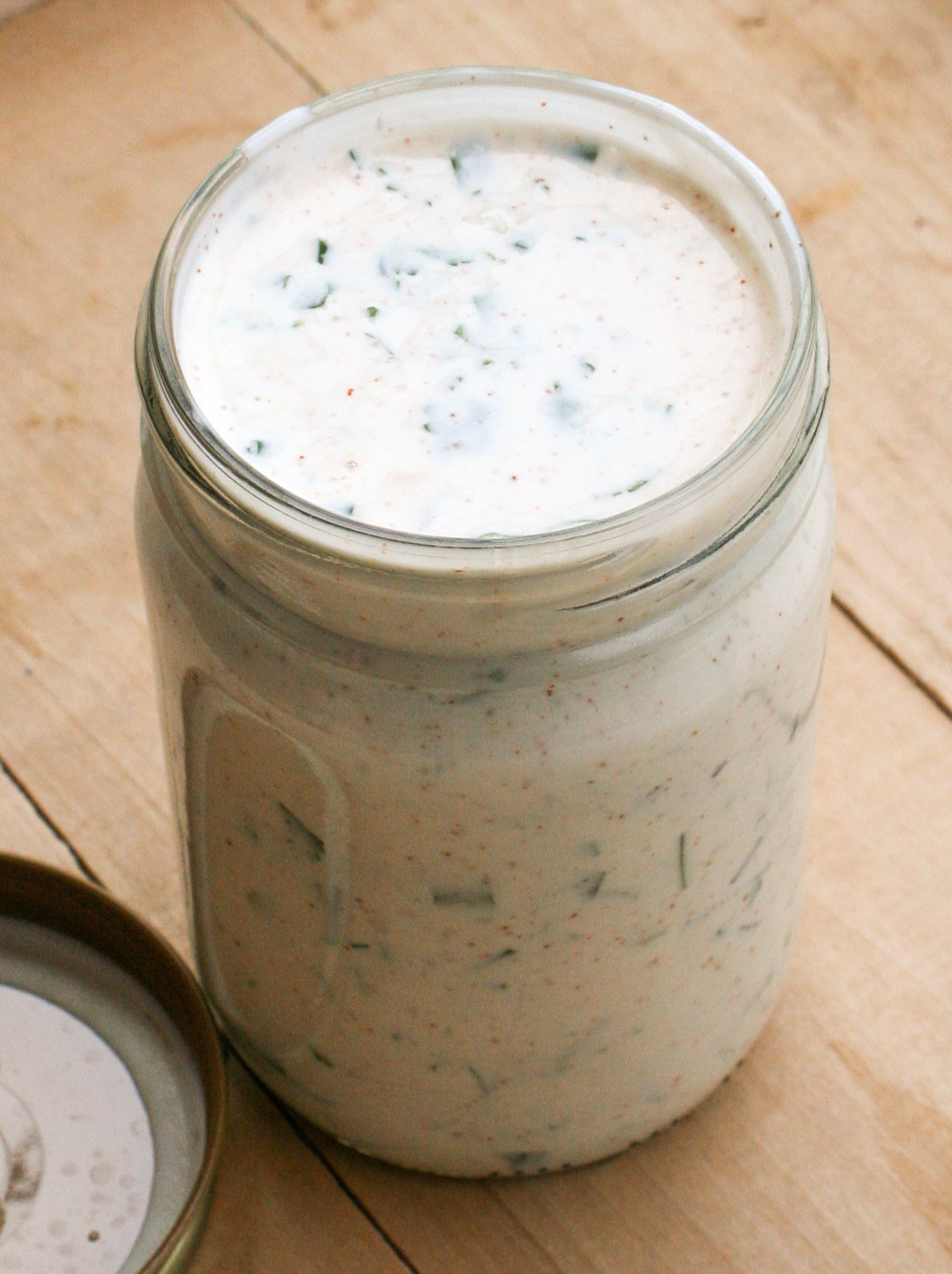
Pot de sauce ranch.

La sauce ranch (ranch dressing) est utilisée pour assaisonner par exemple les salades aux États-Unis, ou bien servir de trempette.
Ses ingrédients sont de la mayonnaise, de la crème fraîche (babeurre ou yaourt), de la ciboulette, du persil et de l'aneth séchés, de la poudre d'ail et d'oignon, des graines de céleri, du paprika, de la moutarde et du jus de citron.